# Quista arenacea
Quista arenacea är en fjärilsart som beskrevs av Sergius G. Kiriakoff 1968. Quista arenacea ingår i släktet Quista och familjen tandspinnare. Inga underarter finns listade.